# Peacemaking
Peacemaking, česky doslova „tvorba míru“, je praktická transformace konfliktu zaměřena na vytvoření rovnocenných mocenských vztahů dostatečně pevných na prevenci nového konfliktu. Často obsahuje vytvoření prostředků na přijetí etických rozhodnutí v komunitě nebo mezi stranami, které předtím řešili konflikt nevhodně, např. násilně. Pojem „peacemaking“ se liší od pojmu „peacebuilding“ – budování míru, který obvykle označuje mírové mise OSN.
Peacemaking se snaží dosáhnout úplnou shodu a nové vzájemné pochopení mezi stranami a interesovanými subjekty. Jeho aplikace v kriminalistice se obvykle nazývá restorativní justice nebo transformační justice – pojem, který vytvořil kanadský teoretik a aktivista Ruth Morris. Populární příklad peacemakingu je několik typů mediace, obvykle mezi dvěma stranami, a zapojení třetí jako vyjednavače nebo mediátora.